# Eumseong
Eumseong ist ein Landkreis der südkoreanischen Provinz Chungcheongbuk-do. Er liegt im Nordwestteil der Provinz, grenzt im Osten an die kreisfreie Stadt Chungju-si und im Norden an die Provinz Gyeonggi-do.
Sitz der Kreisverwaltung ist das Städtchen Eumseong im Osten des Landkreises. Etwas nordwestlich davon liegt Geumwang.
Ein früherer Name des Gebiets ist Seolseong (雪城).
Seinen heutigen Namen erhielt der Landkreis am 26. Mai 1895. Am 1. März 1914 erhielt er aus Teilen des damaligen Landkreises Chungju-gun 9 Gemeinden.
1965 lebten im Landkreis 127.000 Menschen. Bis 1990 sank die Einwohnerzahl um über 50.000; seitdem ist sie wieder leicht gestiegen. Unter den neun Landkreisen (gun) der Provinz hat Eumseong die zweithöchste Einwohnerzahl.
Höchster Berg ist mit 710 m der Gaseopsan (가섭산) auf der Grenze gegen die Gemeinde Sinni-myeon (Chungju-si).
Taizhou ist Partnerstadt Eumseongs.

## Offizielle Symbole
- Maskottchen: Schildkröte Geodori (거돌이) und die Peperoni-Nymphe
- Baum: Ginkgo
- Vogel: Elster

## Administrative Gliederung
| Typ        | Namen der Gemeinden | Namen der Gemeinden | Namen der Gemeinden |
| ---------- | ------------------- | ------------------- | ------------------- |
| Typ        | Umschrift           | Hangeul             | Hanja               |
| eup (음)   | Eumseong-eup*       | 음성읍              | 陰城邑              |
| eup (음)   | Geumwang-eup**      | 금왕읍              | 金旺邑              |
| myeon (면) | Soi-myeon           | 소이면              | 蘇伊面              |
| myeon (면) | Wonnam-myeon        | 원남면              | 遠南面              |
| myeon (면) | Maengdong-myeon     | 맹동면              | 孟洞面              |
| myeon (면) | Daeso-myeon         | 대소면              | 大所面              |
| myeon (면) | Samseong-myeon      | 삼성면              | 三成面              |
| myeon (면) | Saenggeuk-myeon     | 생극면              | 笙極面              |
| myeon (면) | Gamgok-myeon        | 감곡면              | 甘谷面              |

* seit 8. Juli 1956; davor Eumseong-myeon
** seit 1. Juli 1973; davor Geumwang-myeon

## Bekannte Personen
- Ban Ki-moon (* 1944), Diplomat, Politiker, südkoreanischer Außenminister und 8. UN-Generalsekretär
- Lee Chan-dong (* 1993), südkoreanischer Fußballspieler